# Какалиев, Язкули
Язкули́ Какали́ев (туркм. Ýazguly Kakalyýew; 1961, Янгала, Геок-Тепинский район, Туркменская ССР, СССР) — туркменский государственный деятель.

## Биография
Родился в 1961 году в селе Янгала Геок-Тепинского района Туркменской ССР.
В 1983 году окончил Туркменский государственный университет по специальности «математик». Кандидат технических наук.
Трудовую деятельность начал в 1983 году старшим техником Института сейсмологии Академии наук Туркменистана. С 1985 по 1991 годы был инженером, аспирантом, младшим научным сотрудником Научно-производственного объединения «Гюн» Академии наук Туркменистана. В 1991—1992 году был старшим научным сотрудником Института математики и механизации Академии наук Туркменистана, а в 1992 году стал старшим научным сотрудником НИИ гидротехники и мелиорации Туркменистана.
В 1993—1996 годах работал в подразделениях акционерно-коммерческого банка «Туркменистан»: был плановиком Абаданского отделения, начальником компьютерного отдела Ахалского велаятского отделения и управляющим Ашхабадским этрапским отделением этого банка. С 1996 по 1997 работал в «Инвестбанке» и занимал должность председателя Ахалского велаятского управления и заведующего операциями в головном банке. В 1997—1999 был управляющим Абаданским отделением Государственного коммерческого банка Туркменистана. С 1999 по 2002 год занимал должность заместителя председателя правления «Инвестбанка» (после переименования — банка «Туркменбаши»). С 23 августа по 15 ноября 2002 года работал заместителем министра экономики и финансов Туркменистана по вопросам экономической реформы и анализа. 15 ноября 2002 года был назначен министром экономики и финансов, а в феврале 2003 — директором Государственной службы по иностранным инвестициям при Президенте Туркменистана и управляющим Азиатским банком развития от Туркменистана и национальным координатором по международной технической помощи. Одновременно с этим занимал должность председателя правления «Халкбанка».
22 апреля 2004 года уволен со всех должностей с формулировкой «за серьёзные недостатки, допущенные в работе».

## Награды и звания
- Медаль «Гайрат»